# A.H. Tammsaare-museum (Vetepere)
Het A.H. Tammsaare-museum (Estisch: A.H. Tammsaare muuseum Vargamäel) is een openluchtmuseum in het Estse dorp Vetepere. Het museum is het geboortehuis van de auteur Anton Hansen Tammsaare en diende als model voor de boerderij in zijn boekenreeks Waarheid en Rechtvaardigheid. Na de publicatie van het eerste boek in deze reeks in 1926 werd de boerderij snel bezocht door lezers van het boek; pas in 1958 werd het officieel een museum. Voor de invoering van de euro had het biljet van 25 Estische kroon een afbeelding van het museum. Het museum werd ook gebruikt als opnamelocatie voor de verfilming van Waarheid en Rechtvaardigheid.